# Boesenbergia angustifolia
Boesenbergia angustifolia là một loài thực vật có hoa trong họ Gừng. Loài này được (Hallier f.) Schltr. mô tả khoa học đầu tiên năm 1913.